# Сибірський Гігант
Сибі́рський Гіга́нт (рос. Сибирский Гигант) — селище у складі Суєтського району Алтайського краю, Росія.

## Населення
Населення — 161 особа (2010; 228 у 2002).
Національний склад (станом на 2002 рік):
- росіяни — 64 %